# Ferdinand Voigt
August Ferdinand Voigt (* 24. August 1829 in Berlin; † 17. Juli 1893 in Berlin) war ein deutscher Pädagoge und Förderer der Turnbewegung.

## Leben und Wirken

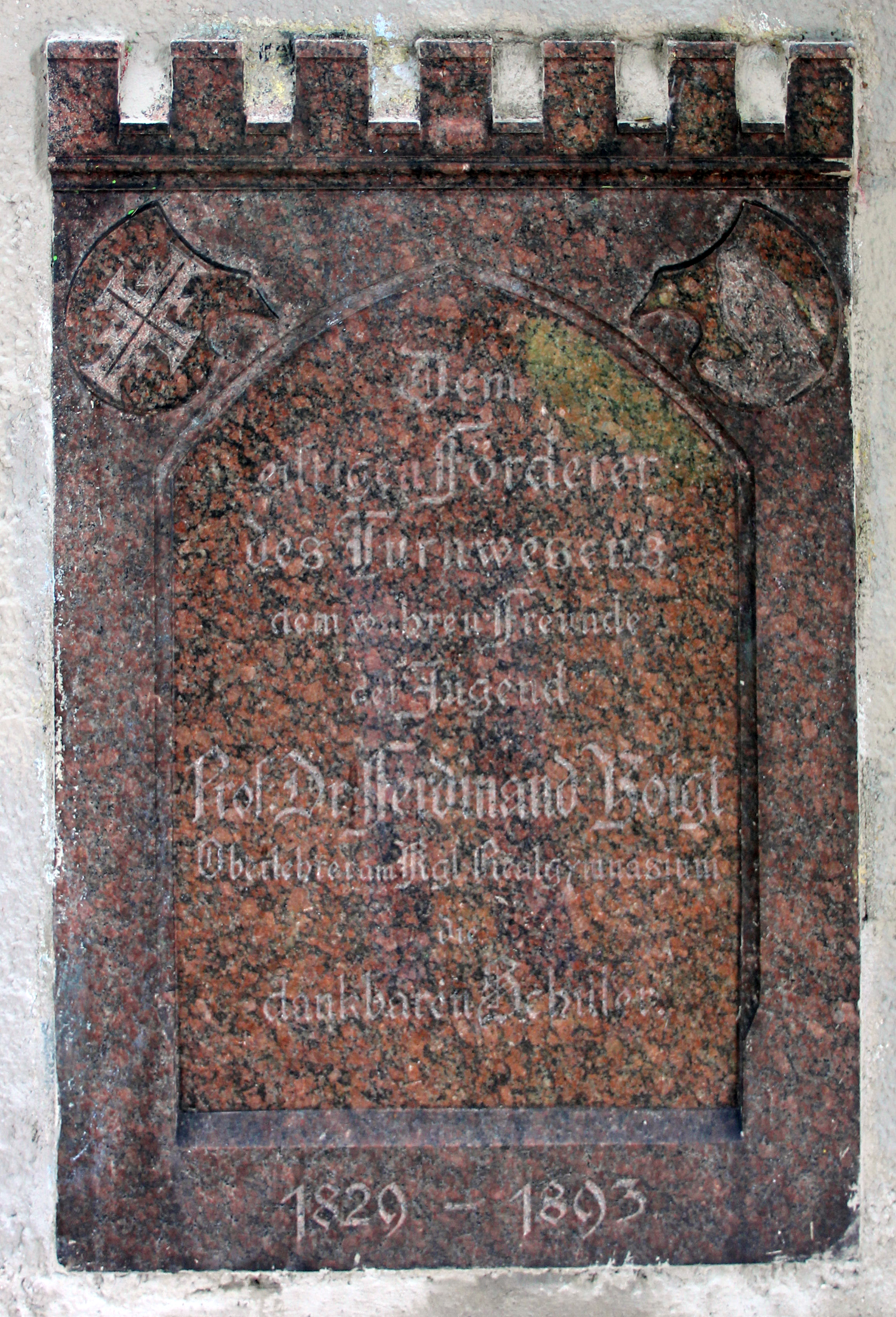
Gedenktafel, Hasenheide 100, in Berlin-Neukölln

Nach Ablegung des Abiturs am Friedrich-Wilhelms-Gymnasium in Berlin studierte er ab 1848 an der dortigen Universität Geschichte bei Leopold Ranke und Friedrich von Raumer, Geographie bei Carl Ritter und Philologie bei August Boeckh und Karl Gottlob Zumpt. 1854 bestand er die Staatsprüfung und wurde zum Dr. phil. promoviert. Ab 1855 wirkte er zunächst als Hilfslehrer am königlichen Realgymnasium und unterrichtete gleichzeitig am Luisenstädtischen Gymnasium. 1858 wurde er dann als ordentlicher Lehrer für Geschichte und Geographie sowie als Turnlehrer am königlichen Realgymnasium angestellt. Er war Mitglied der Geographischen sowie der Historischen Gesellschaft, des 1856 gegründeten Berliner Turnlehrer-Vereins und des 1872 gegründeten Gymnasiallehrer-Vereins. Außerdem galten seine Bemühungen der Herausgabe und Neubearbeitung der historischen und geographischen Schriften seines Vaters. 1875 wurde er zum Professor ernannt.
Sein besonderes Engagement widmete er der Entwicklung des Schul- und Vereinsturnens. Schon als
Schüler (unter Hans Ferdinand Maßmann) und als Student (unter Martin Kawerau) war er dem Turnen verbunden. Als Zweiundzwanzigjähriger trat er 1851 der Turngemeinde in Berlin (TiB) bei, die als erster Sportverein in Berlin und Brandenburg 1848 "zur Pflege der deutschen Turnerey" gegründet worden war. 1858 wurde er 2. Vorsitzender, 1860 deren Vorsitzender und blieb dies bis zu seinem Tode 33 Jahre lang. Ab 1857 war er als 2. Vorsitzender im Berliner Turnrath wirksam. Weiterhin war er Mitinitiator des 2. Deutschen Turnfestes, das 1861 in Berlin stattfand. Außerdem hielt er mit Edmund Angerstein, Vorsitzender des Berliner Turnraths, an den Jahnschen Massenturnübungen und dem von Adolf Spieß ausgeprägten Geräteturnen fest und nahm teil am sogenannten Barrenstreit (1860-1861 / gegen die Abschaffung von Barren und Reck) gegen den Leiter der Zentralturnanstalt Hugo Rothstein, der das Wehrturnen und die schwedische Gymnastik nach Pehr Henrik Ling präferierte. Unter seiner Beteiligung konnte 1872 das Friedrich-Ludwig-Jahn-Denkmal in der Hasenheide eingeweiht werden. Als Nachfolger von Kawerau wirkte er ab 1874 ferner als Verwalter des Turnplatzes in der Hasenheide. Nach ihm war auch der 1885 gegründete "Voigt-Abend" als gesellige Vereinigung von Mitgliedern der "Turngemeinde" benannt. Darüber hinaus war er auch aktives Mitglied des "Deutschen Alpenvereins".

## Familie
Ab 1868 war er mit Pauline von der Linde (* 5. Oktober 1838; † 13. Juli 1914) verheiratet. Aus der Ehe gingen 5 Söhne hervor. Nach Umbettung vom Matthäikirchhof befindet sich beider Grabstätte auf dem Südwestkirchhof Stahnsdorf. Eine Gedenktafel zur Erinnerung "an den Förderer des Turnwesens" wurde 1895 auf dem Vorplatz des Friedrich-Ludwig-Jahn-Denkmals in der Hasenheide angebracht. Sein Vater Ferdinand Voigt (1805–1870) war ebenfalls Lehrer und Professor an der königlichen Realschule in Berlin und Verfasser mehrerer historisch-geographischer Schriften und Atlanten.

## Schriften
- De primis Hannibali belli annis quaestiones critices, Berlin 1864
- Beiträge zur Feier des 25jährigen Stiftungsfestes der Turngemeinde in Berlin am 3. und 4. Mai 1873, Berlin 1873
- Hans Ferdinand Maßmann. In: Deutsche Turn-Zeitung 20(1874), S. 3–6, 69–71 und S. 157–161
- Wilhelm Krampe: Geschichte des Berliner Turnraths. Nach den Akten zusammengestellt und als Festschrift zur Feier des 20j. Bestehens des Berliner Turnraths unter Mitwirkung von Ferdinand Voigt und Johannes Hermann, Berlin 1877